# Fertile (Minnesota)
Pour les articles homonymes, voir Fertile.
La ville américaine de Fertile est située dans le comté de Polk, dans l’État du Minnesota. Sa population s’élevait à 842 habitants lors du recensement de 2010.

## Source
- (en) Cet article est partiellement ou en totalité issu de l’article de Wikipédia en anglais intitulé « Fertile, Minnesota » (voir la liste des auteurs).